# Ускокская война
Ускокская война (Фриульская война, Градисская война) — вооружённые действия в 1615—1618 годах на территории нынешних Хорватии и Словении, в которых, с одной стороны, участвовали Австрия и Испания, а с другой стороны, Венеция, Голландия и Англия. На стороне Австрии воевали хорватские ополченцы (ускоки), поэтому война и получила такое название.
Ускоки (южные славяне, бежавшие от турок), проживавшие на северном побережье Адриатического моря, занимались пиратским промыслом. Они нападали не только на турецкие, но и на торговые венецианские суда. Ущерб от таких нападений исчислялся сотнями тысяч талеров. Когда в 1615 году ущерб превысил цифру в 360 тысяч талеров, терпение венецианского правительства иссякло. В декабре 1615 года венецианские войска осадили город Градиска, который считался столицей ускоков.
Одновременно Венеция задействовала дипломатические каналы для поиска союзников, поскольку ускоки считались вассалами эрц-герцога Внутренней Австрии Фердинанда, который, вероятно, мог бы обратиться за помощью к императору Священной Римской империи Маттиасу и к королю Испании Филиппу III — их связывали родственные отношения. В сентябре 1616 года была достигнута договорённость между Венецией и Голландией, и в мае 1617 года 3000 голландских солдат прибыли на помощь венецианцам. А спустя шесть месяцев прибыл ещё один отряд в 2000 добровольцев из Англии. Совместная англо-голландская эскадра также действовала на море против испанских кораблей.

## Начало
Центром проживания ускокских пиратов на Адриатическом побережье был хорватский город Сень. Именно сюда приходили их лодки после успешных нападений, здесь они хранили награбленное, укрывались, отдыхали и готовились к новым операциям. Город Сень располагался во владениях австрийского эрц-герцога Фердинанда (будущего императора Священной Римской империи Фердинанда II). Венеция давно пыталась привлечь внимание эрц-герцога к проблеме пиратов, но дальше формальных переговоров дело не шло. Возможно, австрийцев не устраивало слишком большое влияние, которое Венеция имела на Адриатике, хотя и Венеция с подозрением смотрела на продвижение австрийцев в Верхней Италии. Пираты же, чувствуя за спиной негласную поддержку, продолжали разбойничать в адриатических водах.
Но в сентябре 1615 года ситуация вышла из-под контроля. Пираты атаковали уже не только корабли венецианцев, но напали на городок Монфальконе, который являлся венецианским анклавом во владениях эрц-герцога, и разграбили его. Кроме того, при нападении на венецианский галлеон был убит губернатор Далмации. В ответ венецианцы атаковали город Сень, где им пришлось сражаться не только с ускоками, но и с регулярными австрийскими частями. Повод для войны между Австрией и Венецией был создан.
Боевые действия начались в январе 1616 года в регионе Коллио, где местный гарнизон при поддержке австрийцев отбил атаку венецианцев. После этого венецианцы 24 февраля 1616 года подошли к городу Градиска и разместились в соседнем городке Фарра.
Венецианская республика считалась хозяином на Адриатическом море. Австрии принадлежала небольшая часть побережья в районе Триеста и в Хорватии, но доступ туда с моря был заблокирован кораблями Венеции. Ни одно судно (исключая, разумеется, венецианских) не могло пересечь морскую границу, не уплатив пошлину в венецианскую казну. 24 февраля 1616 года венецианцы начали осаду Градиски, которая длилась двадцать девять дней. Атака Триеста со стороны моря оказалась неудачной, поскольку до этого гарнизон города был усилен австрийским отрядом под командой капитана Себастьяна Цюха. Бенедикт Лецце, имея под рукой 1000 всадников, занял оборону в венецианском замке Сан-Серволо. Отряды ускоков, предводительствуемые Вольфгангом Франгипане, вице-губернатором Хорватии, захватили город Монфальконе (26 ноября 1615 года) и подвергли его разграблению.
Венецианский гарнизон города заперся в городской цитадели. В районе современного города Пьедимонте произошла стычка между хорватско-ускокским отрядом и венецианцами под командованием Лецце. В это время герцог Савойский предложил Венеции союз, однако это предложение было отклонено. На первом этапе войны Венеция предпринимала мобильные наступательные действия, часто и успешно используя фактор неожиданности. Австрийцы отступили из нескольких городов (Червиньяно, Аквилея, Кастельпоретто, Маранутто, Мариано, Романс д’Изонцо, Cormons и Медея Саградо), покидали замки и деревни, стремясь занять более приспособленные для обороны позиции. Ускоки грабили покинутые деревни и для их защиты из Венеции прибывали подкрепления. Было хорошо налажено снабжение боеприпасами, оружием и продовольствием. Войска сосредотачивались в районе городка Санвинсенти (Хорватия).

## Первая осада Градиски

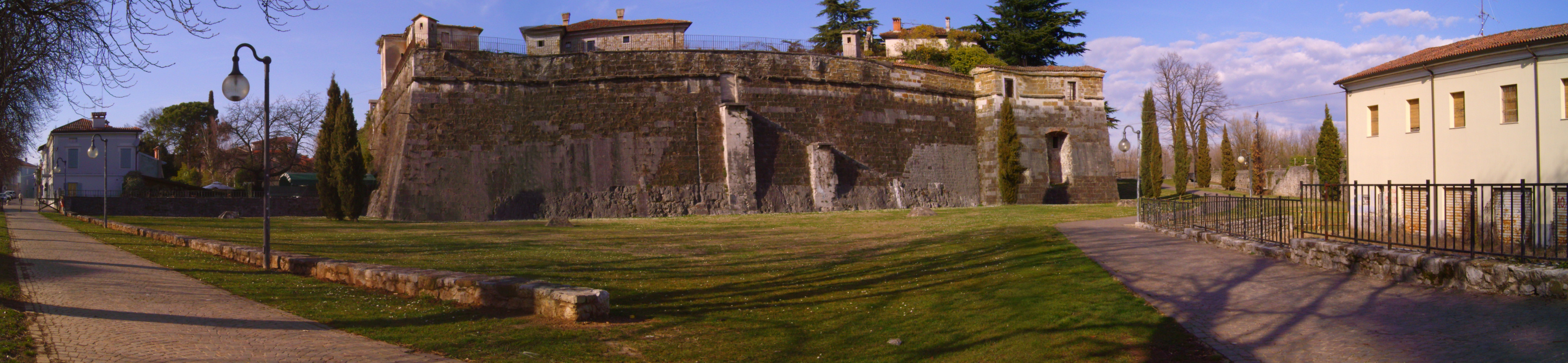
Крепость Градиски

В 1616 году венецианцы осадили города Фарра и Градиска, но были атакованы австрийцами. Гарнизон Фарры сумел устоять под огнём артиллерии противника, но понёс большие потери. Венецианцы предприняли ещё одну бесполезную атаку, прежде чем всё же сняли осаду и отступили к городу Мариано.

## Война в Альпах
Постепенно театр военных действий расширялся, охватывая уже не только побережье, но и горные местности. Венецианцы проводили рейды в австрийских владениях в Истрии, а противник отвечал им нападением на Монфальконе. Так летом 1616 года венецианцы заняли городки Кобарид и Толмин, а их союзники, англичане, вступили в Понтеббу (8 августа), но через пять дней были выбиты оттуда контратаковавшими австрийцами. Однако болезни и недостаток продовольствия косили ряды австрийских войск, за несколько месяцев их армия уменьшилась на треть, им приходилось отступать. Вскоре венецианцы заняли город Луцинико, недалеко от Горицы.

## Вторая осада Градиски
Летом 1617 года венецианский анклав Монфальконе стал центром сосредоточения войск анти-австрийских союзников. Общая численность армии, состоявшей из английских, голландских, швейцарских и венецианских солдат, превысила 20 тысяч человек. Испанцам же, напротив, не удалось доставить помощь по морю, поскольку их корабли были блокированы англо-голландской флотилией, состоявшей из 12 голландских и 10 английских военных кораблей.
Поначалу наступление коалиционного корпуса развивалось успешно. На рассвете 2 июня голландский отряд занял местечко Сан-Мартино, австрийцы не стали сопротивляться и отступили в направлении Градиски. Тысяча венецианцев атаковала австрийцев в городке Горица. Замок Дуйно был атакован с моря при поддержке шести венецианских галеонов. На следующий день голландцы заняли Форте-делле-Донне и взяли в плен 42 австрийских солдата. 5 июня голландцы заняли Форт Империал: гарнизон сдался при условии свободного выхода из крепости. Приготовления к взятию Горицы шли полным ходом, жители начали покидать город, но 6 июня голландцы отказались продолжать военные действия, сославшись на усталость. Передышка позволила австрийцам укрепить свои оборонительные позиции, но 7 июня случилось несчастье: осколком был убит командующий австрийцев Траутмансдорф, который совершал осмотр позиций. На его место был назначен Балтасар Маррадас. С 9 по 12 июня австрийцы отбили все атаки со стороны коалиции, и им удалось доставить продовольствие в осаждённую Градиску.
Венецианцы прекратили штурм и приступили к организации осады Градиски. Из-за болезней половина голландского отряда оказалась небоеспособной. Неожиданно для коалиции к австрийцам смог пробиться отряд под командованием Альбрехта фон Валленштайна, доставив продовольствие и боеприпасы. Через несколько дней австрийцы тремя колоннами выступили из городов Фарра, Градиска и Горица и нанесли серьёзное поражение венецианцам. В дальнейшем австрийцы сумели удержать пути снабжения осаждённой Градиски, несмотря на все попытки венецианцев замкнуть кольцо блокады. Военные неудачи вызвали обострение споров внутри коалиции и снизили боевой дух в их рядах.
Несмотря на достигнутые успехи ситуация для австрийцев оставалась тяжёлой. Для защиты Градиски эрцгерцог Фердинанд имел в своём распоряжении только 4000 солдат, включая отряд Валленштайна. Испания не могла прислать подкрепления из-за морской блокады побережья кораблями коалиции, но оказывала эрц-герцогу политическую и финансовую поддержку: Филипп согласился выступить против Венеции и поддержать Фердинанда как следующего императора Священной Римской империи, но за это потребовал уступить ему Эльзас, Финале Лигуре (небольшая провинция на берегу Генуэзского залива) и Пьомбино. Оценив скромность пожеланий союзника, Фердинанд предпочёл договориться с венецианцами, следствием чего стали казни и высылки множества ускокских пиратов и размещение постоянного австрийского гарнизона в хорватском городе Сень.

## Мир
Затянувшиеся военные действия не отвечали интересам ни Австрии, ни Венеции. У Фердинанда назревали проблемы в Германии (приведшие к войне, которую потом назовут Тридцатилетней), а Венеция опасалась вмешательства со стороны Испании. 6 ноября 1618 года Австрия и Венеция объявили перемирие, а 28 ноября стороны приступили к отводу войск.
Мирный договор, заключенный при посредничестве Филиппа III, императора Священной Римской империи Матиаса и короля Богемии, предусматривал выселение ускокских пиратов с тех участков Адриатического побережья, которые принадлежали австрийцам. Венецианцы обязались вывести свои войска со всех занятых в ходе войны чужих территорий в Истрии и Фриули.
Таким образом, результатом войны стало освобождение Адриатического моря от ускокских пиратов и закрепление прав Венецианской Республики в этом регионе. Разорённые войной земли погрузились в нищету, голод, что стало причиной болезней, гибели скота и общего запустения. Неприятным для Венеции следствием войны стало то, что в очищенное от пиратов Адриатическое море всё чаще и чаще стали заходить турецкие военные и пиратские корабли, что постепенно накаляло ситуацию в регионе и привело Венецию к череде тяжёлых войн в последующих столетиях.